# Hayes Center
Hayes Center és una població dels Estats Units a l'estat de Nebraska. Segons el cens del 2000 tenia 240 habitants.

## Demografia
Segons el cens del 2000, Hayes Center tenia 240 habitants, 106 habitatges, i 69 famílies. La densitat de població era de 356,4 habitants per km².
Dels 106 habitatges en un 21,7% hi vivien nens de menys de 18 anys, en un 56,6% hi vivien parelles casades, en un 5,7% dones solteres, i en un 34% no eren unitats familiars. En el 34% dels habitatges hi vivien persones soles el 18,9% de les quals corresponia a persones de 65 anys o més que vivien soles. El nombre mitjà de persones vivint en cada habitatge era de 2,26 i el nombre mitjà de persones que vivien en cada família era de 2,91.
Per edats la població es repartia de la següent manera: un 22,1% tenia menys de 18 anys, un 6,7% entre 18 i 24, un 16,7% entre 25 i 44, un 30% de 45 a 60 i un 24,6% 65 anys o més.
L'edat mediana era de 48 anys. Per cada 100 dones de 18 o més anys hi havia 90,8 homes.
La renda mediana per habitatge era de 25.114 $ i la renda mediana per família de 27.750 $. Els homes tenien una renda mediana de 17.083 $ mentre que les dones 20.417 $. La renda per capita de la població era de 12.308 $. Aproximadament el 18,7% de les famílies i el 29,9% de la població estaven per davall del llindar de pobresa.

## Poblacions més properes
El següent diagrama mostra les poblacions més properes.